# Beyrie-en-Béarn
Beyrie-en-Béarn – miejscowość i gmina we Francji, w regionie Nowa Akwitania, w departamencie Pireneje Atlantyckie.
Według danych na rok 1990 gminę zamieszkiwały 82 osoby, a gęstość zaludnienia wynosiła 30 osób/km² (wśród 2290 gmin Akwitanii Beyrie-en-Béarn plasuje się na 1093. miejscu pod względem liczby ludności, natomiast pod względem powierzchni na miejscu 1546.).